# Episodi di Agente speciale (prima stagione)
La prima stagione della serie televisiva Agente speciale, composta da 26 episodi, è stata trasmessa in Gran Bretagna dal canale ITV dal 30 dicembre 1960 al 18 ottobre 1961.
In Italia la stagione è inedita.
| N° | Titolo Originale              | Titolo Italiano | Prima TV UK       | Prima TV Italia |
| -- | ----------------------------- | --------------- | ----------------- | --------------- |
| 1  | Hot Snow                      |                 | 30 dicembre 1960  |                 |
| 2  | Brought to Book               |                 | 12 gennaio 1961   |                 |
| 3  | Square Root of Evil           |                 | 21 gennaio 1961   |                 |
| 4  | Nightmare                     |                 | 28 gennaio 1961   |                 |
| 5  | Crescent Moon                 |                 | 4 febbraio 1961   |                 |
| 6  | Girl on the Trapeze           |                 | 11 febbraio 1961  |                 |
| 7  | Diamond Cut Diamond           |                 | 18 febbraio 1961  |                 |
| 8  | The Radioactive Man           |                 | 25 febbraio 1961  |                 |
| 9  | Ashes of Roses                |                 | 4 marzo 1961      |                 |
| 10 | Hunt the Man Down             |                 | 12 marzo 1961     |                 |
| 11 | Please Don't Feed the Animals |                 | 30 marzo 1961     |                 |
| 12 | Dance with Death              |                 | 13 aprile 1961    |                 |
| 13 | One for the Mortuary          |                 | 26 aprile 1961    |                 |
| 14 | The Springers                 |                 | 11 maggio 1961    |                 |
| 15 | The Frighteners               |                 | 25 maggio 1961    |                 |
| 16 | The Yellow Needle             |                 | 8 giugno 1961     |                 |
| 17 | Death on the Slipway          |                 | 22 giugno 1961    |                 |
| 18 | Double Danger                 |                 | 6 luglio 1961     |                 |
| 19 | Toy Trap                      |                 | 20 luglio 1961    |                 |
| 20 | Tunnel of Fear                |                 | 3 agosto 1961     |                 |
| 21 | The Far-Distant Dead          |                 | 14 agosto 1961    |                 |
| 22 | Kill the King                 |                 | 30 agosto 1961    |                 |
| 23 | The Deadly Air                |                 | 7 settembre 1961  |                 |
| 24 | A Change of Bait              |                 | 20 settembre 1961 |                 |
| 25 | Dragonsfield                  |                 | 27 settembre 1961 |                 |
| 26 | Dead of Winter                |                 | 18 ottobre 1961   |                 |